# Julija Anatolijivna Szviridenko
Julija Anatoliivna Szviridenko (cirill betűkkel: Юлія Анатоліївна Свириденко; Csernyihiv, 1985. december 25.) ukrán közgazdász, politikus, 2025. július 17-től Ukrajna miniszterelnöke. 2021. november 4-től 2025. július 16-ig  a Smihal-kormányban Ukrajna gazdasági minisztere és egyúttal első miniszterelnök-helyettese volt. 2020 decemberétől 2021. november 4-ig az Ukrán Elnöki Hivatal helyettes vezetőjeként dolgozott. Korábban, 2018-ban a Csernyihivi Területi Állami Közigazgatási Hivatal megbízott vezetője volt. 2019. szeptember 29. és 2020. július 22. között gazdaságfejlesztési, kereskedelmi és mezőgazdasági miniszterhelyettes, 2020. július 22-től 2020. december 22-ig Ukrajna gazdaságfejlesztési, kereskedelmi és mezőgazdasági miniszterének első helyettese volt.

## Életrajza
1985. december 25-én született Csernyihivben, állami tisztviselői családba. Apja az Ukrán Monopóliumellenes Bizottság csernyihivi területi kirendeltségén dolgozott, anyja pedig a területi tanácsban töltött be tisztséget.
A Kijevi Kereskedelmi és Közgazdasági Egyetemen tanult trösztellenes menedzsment szakirányon, trösztellenes menedzsmentből szerzett kitüntetéses mesterdiplomát 2008-ban. Ezt követően felvették a Kijevi Nemzeti Kereskedelmi és Közgazdasági Egyetem posztgraduális képzésére, ahol közgazdaságtan és nemzetgazdasági menedzsment szakirányon tanult. 2008-tól pénzügyi közgazdászként dolgozott a kijevi székhelyű AMP ukrán–andorrai vegyes vállalatnál. Később értékbecslőként tevékenykedett Csernyihiv város vagyonkezelő cégénél.
2011-től Csernyihiv város állandó kereskedelmi képviselője volt a Kínában, Csiangszu tartományban fekvő Vuhsziban, ahol a feladata kereskedelmi partnerek felkutatása és Csernyihivben, valamint a Csernyihivi területen történő kínai befektetések ösztönzése volt. Munkájának konkrét eredménye egy Csernyihivben létesült, poliészterszöveteket gyártó kínai–ukrán vegyes vállalat létrehozása volt. A cég bejegyzése után annak kereskedelmi igazgatóhelyettese volt.
2015 májusától a Csernyihivi Területi Állami Közigazgatási Hivatal elnökének tanácsadójaként dolgozott, majd az év augusztusában kinevezték a hivatal gazdaságfejlesztési osztályának vezetőjévé. A Porosenko Blokk képviselőjelöltjeként indult a 2015. októberi ukrajnai helyhatósági választáson, de nem sikerült bejutnia a Csernyihivi Városi Tanácsba.